# Flora Perini
Flora Perini (Roma, 20 novembre 1887 – settembre 1975) è stata un mezzosoprano italiano, che svolse la sua carriera in Europa, Sud America e negli Stati Uniti nel corso della prima metà del XX secolo.
Ebbe un vasto repertorio che spaziava dal verismo di compositori come Mascagni al bel canto di Rossini e Bellini, alle opere di Verdi, a quelle di Strauss e Wagner per giungere all'opera russa di Rimsky-Korsakov. Ella cantò in numerose prime esecuzioni e creò il ruolo della Principessa in Suor Angelica di Giacomo Puccini.

## Biografia
Studiò canto all'Accademia Nazionale di Santa Cecilia a Roma prima di fare il suo debutto professionale al Teatro alla Scala di Milano nel 1908 nel ruolo di Anacoana nell'opera  Cristoforo Colombo di Alberto Franchetti. 
Il 28 dicembre 1908, scampa miracolosamente al Terremoto di Messina, la sera prima della tragedia era stata tra gli interpreti dell'Aida di Verdi, assieme, tra gli altri, al tenore Angelo Gamba, che invece fu tra le vittime del sisma. 
Passò poi a cantare a Nizza, Venezia, Trieste, Torino, Bologna, Madrid, Barcellona, San Pietroburgo, Rio de Janeiro e Montevideo. 
Nel 1910 cantò nel ruolo di Xenia in Boris Godunov assieme ad Adamo Didur al Teatro Colón di Buenos Aires. 
Ella tornò poi in quel teatro innumerevoli volte cantando come Erodiade in  Salomè di Richard Strauss nel 1913 ed Annina nel Der Rosenkavalier nel 1915. 
Al Teatro Regio di Torino diretta da Ettore Panizza debutta il 21 dicembre 1912 come Anacoana in Cristoforo Colombo con Giuseppe Nessi e nel 1913 è la voce celeste in Don Carlo con Nessi, Giuseppe De Luca (baritono) e Mansueto Gaudio e Gutruna ne Il crepuscolo degli dei con Giuseppe Danise.
Sempre nel 1913 al Teatro Regio di Parma è Meg Page in Falstaff (Verdi) diretta da Cleofonte Campanini con Mario Sammarco ed Ernesto Badini.
Ella cantò a Buenos Aires anche il principe nella prima esecuzione dell'opera Il Sueño d'Alma di Carlos López Buchardo diretta da Tullio Serafin con Lucrezia Bori, Alessandro Bonci e De Luca nel 1914.
Al Teatro Costanzi di Roma nello stesso anno è Gutruna ne Il crepuscolo degli Dei con Danise e nel 1915 Laura ne La Gioconda con Ernestina Poli, Hipólito Lázaro e Riccardo Stracciari, la schiava Smaragdi in Francesca da Rimini (Zandonai) con Rosa Raisa, Aureliano Pertile e Danise, Amneris in Aida con la Raisa e Danise, Maddalena in Rigoletto con Lázaro e Mattia Battistini e Shinah in Abul di Alberto Nepomuceno con la Raisa e Pertile.
Nel 1915 la Perini fece il suo debutto negli Stati Uniti alla Metropolitan Opera House di New York nel ruolo di Lola nella Cavalleria rusticana di Pietro Mascagni con De Luca. 
Ella cantò poi in 338 recite al Met nei nove anni successivi interpretando i ruoli di Amneris in Aida, Enrichetta in I puritani, Hedwige in Guglielmo Tell, Maddalena in Rigoletto, Mercédès in Carmen, Nancy in Martha, Rossweisse in Die Walküre, la fata primavera in The Snow Maiden, Suzuki in Madama Butterfly e Teresa in La sonnambula. Creò poi i ruoli di Konchakovna ne Il principe Igor nel 1915, Pepa in Goyescas di Enrique Granados nel 1916, Smaragdi in   Francesca da Rimini di Riccardo Zandonai, la principessa in  Suor Angelica di Giacomo Puccini nel 1918, Pantasilée in  La Reine Fiammette di Xavier Leroux nel 1919, "Light" ne L'Oiseau bleu (adattamento di Albert Wolff de L'uccellino azzurro) nel 1919 e Larina in Eugenio Onegin nel 1920.
La Perini tornò al Teatro Colón come artista ospite nel 1923 per cantare nel ruolo di Debora in Debora e Jaele di Ildebrando Pizzetti e poi nuovamente nel 1925 nel ruolo di Comandante in I cavalieri di Ekebù di Riccardo Zandonai.
Nel 1924 lasciò il Metropolitan per la Chicago Civic Opera per una intera stagione. Tornò quindi in Italia nel 1925, cantando principalmente al Teatro Costanzi di Roma fino al suo ritiro dalle scene. Li cantò nel ruolo di Maddalena in Rigoletto, Laura in La Gioconda, Amneris in Aida e Fricka in Die Walküre.

## Registrazioni
La Perini appartenne alla prima generazione di cantanti che fecero delle registrazioni fonografiche. Mentre era negli Stati Uniti fece diverse registrazioni per la Victor Talking Machine Company, compreso il quartetto dal Rigoletto, Bella figlia dell'amore con Amelita Galli-Curci, Enrico Caruso e Giuseppe De Luca nel 1917.